# Marketing des jeux vidéo
Le marketing des jeux vidéo cherche à déterminer les offres de biens, de services ou d'idées en fonction des attitudes et de la motivation des consommateurs, du public ou de la société en général dans le domaine spécifique du divertissement numérique. Il est déterminé par une stratégie managériale ou la politique générale de l'entreprise. À partir de ces différentes orientation, une multitude d'outils spécifique au marketing peut être utilisé.

## Sous axes
Tout comme le marketing général, nous déterminons les sous axes du mix-marketing :
- le produit ;
- la promotion ;
- la distribution ;
- le prix.

### Produit
Sorti dans les années 1980, le marché du jeu vidéo a explosé en l’espace de quelques années et représente aujourd’hui un chiffre d’affaires important au niveau mondial. Le marché des consoles du jeu vidéo fonctionne par cycles. On est aujourd’hui dans la 8e génération de consoles.
Alors que dans ses débuts les jeux vidéo étaient plus réservés à un public jeune et masculin, ils visent maintenant une plus large population des joueurs. Les plateformes de jeux sont de plus en plus nombreuses, avec les consoles de salon, les consoles portables, les jeux sur PC, les téléphones mobiles, etc. La sortie des jeux en réseau avec Internet et le développement des jeux sur mobile contribuent à populariser le jeu vidéo auprès d’un public toujours plus large et plus féminin.
Le marché du jeu vidéo peut se distinguer en quatre segments stratégiques :
- Les consoles de salon
- Les consoles portables
- Les téléphones mobiles
- Les PC

#### Consoles de salon
Le jeu vidéo conçu pour une console de salon spécifique ne pourra pas fonctionner sur une autre console. Les consoles de salon sont ce qu’on appelle des systèmes fermés (« wall-gardens » en anglais).
On retrouve sur ce marché trois principaux acteurs : Sony, Nintendo et Microsoft.
C’est Microsoft qui a lancé la nouvelle génération de machines avec la sortie de la Xbox 360 en 2005. Sony a lancé la commercialisation de la PS3 mi-2006, et Nintendo la Wii en décembre 2006. Sony et Microsoft ont renforcé la puissance de leurs machines pour une expérience du jeu encore plus réaliste en ciblant les « hardcore gamers », tandis que Nintendo s’est focalisé sur une expérience de jeu différente afin de toucher un public plus large et familiale. Ce dernier a remplacé les traditionnelles manettes de jeu par des télécommandes avec des détecteurs de mouvement, et vend ses consoles significativement plus bas que ses concurrents Microsoft et Sony.
La cible visée pour les jeux sur consoles de salon est jeune et masculine. En effet, on observe qu’environ 60 % d’hommes et 40 % de femmes jouent à des jeux sur consoles de salon, avec une moyenne d’âge d’environ 25 ans.
Avec le développement d’Internet, toutes les consoles nouvelle génération sont aujourd’hui connectées en réseau afin de jouer en lignes avec d’autres joueurs du monde entier. De plus, Microsoft, Sony et Nintendo proposent des boutiques en ligne (magasins virtuels) où les consommateurs peuvent ainsi acheter leurs produits directement en ligne et télécharger le jeu via le réseau Internet. Les jeux deviennent donc de plus en plus dématérialisés. La prochaine génération de console sera-elle entièrement basée sur la dématérialisation ?

#### Consoles portables
De même que pour les consoles de salon, les consoles portables sont également des systèmes fermés avec des environnements de développement propres. La différence principale avec les consoles de salon est que les consoles portables ont été conçues pour être transportées afin de jouer n’importe où (dans la voiture, les transports en commun, etc.) Ainsi toutes les fonctions sont regroupées dans un petit appareil électronique facilement transportable.
Avec plus de 160 millions de Game Boy vendues entre 1989 et 2003, c’est Nintendo qui a dominé le marché des consoles portables. Aujourd’hui, deux fabricants sont présents sur ce marché avec la PSP (Playstation Portable) de Sony et la DS (Dual Screen) de Nintendo.
Les consoles portables DS et PSP ont donné la possibilité de développer des jeux à faible coût (entre 300 k€ et 600 k€) pour un temps de développement d’en moyenne 12 mois.
Avec un prix plus bas que celui de la PSP, la Nintendo DS séduit un public beaucoup plus large, plus féminin, et plus familial.
Sony a lancé la console portable connectée en Octobre 2009 avec la PSP Go qui possède la technologie Wi-Fi et Bluetooth. Grâce à 16 Go de mémoire disponible sur la nouvelle PSP, les utilisateurs peuvent ainsi acheter et télécharger des jeux « dématérialisés » directement via Internet. En Avril 2009, Nintendo propose également une console connectée à Internet avec la DSi qui permet de télécharger les jeux Nintendo directement en ligne. Seul Microsoft reste pour l’instant absent du marché des consoles de jeu portables.

#### Téléphones mobiles
L’industrie du jeu sur mobile à réellement commencée en 2002 avec l’arrivée des téléphones « java » qui ont permis à des applications tierces d’être installées sur les mobiles. Les opérateurs de téléphonie mobile dominaient ce secteur en contrôlant l’accès aux consommateurs et la facturation des abonnés mobiles. Avec un fort pouvoir de négociation, ils ont pu imposer un modèle économique basé sur un partage des gains largement en leur faveur, avec 50 % pour l’éditeur et 50 % pour le distributeur. De plus, les opérateurs mobiles ont imposé aux éditeurs que tous leurs jeux soient adaptés aux différents mobiles vendus. Tout ceci a conduit à rendre difficilement rentable ce secteur jusque là.
Alors que le secteur du jeu sur mobile stagnait, Apple arrive soudainement sur le marché en 2008. Il propose alors un partage de revenu équitable avec 70 % pour l’éditeur et 30 % pour Apple. Ceci a permis à Apple de propulser l’iPhone au sommet des ventes du segment des smartphones. La concurrence est lancée avec des milliers de petits studios indépendants qui contractualisent directement avec Apple et concurrencent les grands éditeurs de jeux mobiles.
Aujourd’hui, la domination d’Androïd sur le marché mondial des smartphones est incontestable. En 2014, il occupe 81,5 % des parts du marché mondiale des OS mobiles. Avec le système d’exploitation iOS d’Apple qui possède 14,8 % des parts du marché, ils représentent à eux deux 96,3 % de l’ensemble des Smartphones vendus dans le monde en 2014.
Une population d’une moyenne d’âge de 25 ans, aussi bien féminine que masculine à 50/50, est attirée par les jeux sur mobile.
La plupart des petits jeux peuvent être développés en trois mois, il faut cependant jusqu’à neuf mois pour des jeux plus complexes qui demandent plus de développement.
Trois phénomènes contribuent au succès des jeux sur mobile :
- L’incroyable développement des Smartphones, avec des mobiles haut de gamme dotés de larges écrans, d’une puissance d’affichage et de calcul élevés, des capacités de stockage toujours plus grands.
- Le développement des réseaux (avec la 3G et la 4G) et des offres à accès Internet en illimité.
- Les systèmes d’exploitation mobiles de nouvelle génération (Androïd de Google, iOS d’Apple, etc.) qui mettent à disposition des « Applications Stores ».

#### PC
Le PC est la plateforme de jeu la plus utilisée dans le monde aujourd’hui.
De multiples configurations Hardware et Software des ordinateurs sont possibles : Système d’exploitation, processeur, carte graphique, mémoire vive, carte son, etc. Microsoft domine très largement le marché des systèmes d’exploitation avec Windows.
Contrairement aux consoles, les PC ne sont pas des systèmes fermés. De plus, il n’est pas nécessaire de verser des indemnités à un constructeur pour le développement d’un jeu sur PC. Les PC représentent donc une opportunité pour les éditeurs et les studios.
Aujourd’hui, la vente de PC portable est supérieure à celle des PC fixe de bureau. Pour attirer le client, les fournisseurs proposent des ordinateurs portables, équipés d’une connectivité Wi-Fi et à des coûts les plus bas possibles. Apple a lancé l’iPad, une tablette, petite et facilement transportable, qui permet de jouer à des jeux pas trop gourmands en ressources.
Il existe un éventail très large dans les coûts de développement des jeux vidéo sur PC, pouvant aller de l’ordre de la centaine de milliers d’euro jusqu’à des millions d’euros.
Le souci majeur rencontré par les développeurs est celui du piratage informatique par le téléchargement illégal via Internet, malgré tous les moyens de protection mis en place. Il est en effet plus facile de pirater un jeu pour une utilisation sur un ordinateur que pour une console.
À la suite du lancement de la PlayStation par Sony, les ventes de jeux PC sont descendues petit à petit, et les consoles de jeux sont devenues de plus en plus populaires.
Grâce au développement d’Internet, la distribution des jeux vidéo se réalise maintenant de plus en plus via le web. On parle alors de nouveau d’une distribution « dématérialisée ». On observe une déclinaison de la vente physique de jeux PC. Les jeux vidéo s’achètent et se téléchargent donc directement via son ordinateur personnel à l'aide d’une connexion Internet.
De plus, les jeux d’aujourd’hui permettent de jouer en ligne avec d’autres joueurs dans le cas où une connexion Internet est établie. Les technologies actuelles permettent la connexion de millions de joueurs entre eux.
On retrouve également la possibilité de jouer en ligne à des jeux multijoueur ou non, directement via son navigateur Internet, sans téléchargement préalable nécessaire. Des petits jeux sur les réseaux sociaux (Facebook, etc.) sont devenus à la mode et leur progression avance à grands pas.
De nouveaux modèles de distribution et de revenus ont donc vu le jour à la suite du développement massif de l'internet. Malgré la bonne intégration des consoles sur le marché des jeux vidéo, le PC reste la plateforme de jeu la plus utilisée au monde, en grande partie grâce au développement d’Internet et donc des jeux « On-Line ».

### Distribution
On peut distinguer deux types de distribution des jeux vidéo :
- La distribution physique
- La distribution dématérialisée

#### Distribution physique
Différents acteurs participent au circuit de distribution :
- Les distributeurs (ou diffuseurs) permettent le lien entre l’éditeur et le détaillant. Ils placent le produit dans les points de vente et assurent une partie de sa promotion. La majorité des grands éditeurs dans le monde possèdent leur propre service de distribution. En revanche, d’autres font appel à des sociétés locales, parfois concurrentes dans l’édition, afin d’écouler leurs produits. Les diffuseurs externes réalisent la majeure partie de leur chiffre d’affaires dans la diffusion pure. Ils interviennent également parfois dans la fabrication d’un jeu et sont donc coéditeurs.
- Les centrales d’achats négocient et placent les produits auprès de la grande distribution, des multi-spécialistes et des magasins spécialisés. Elles sont le regroupement d’enseignes commerciales qui mettent en commun leurs achats afin de bénéficier de conditions plus intéressantes auprès des fournisseurs.
- Les grossistes se chargent de placer les produits chez les petits détaillants. Ils fournissent en majeure partie les petits magasins qui ne sont pas directement pris en charge par les sociétés de diffusion des jeux.
- Les points de vente vendent les produits aux consommateurs finaux, avec la grande distribution (Auchan, Carrefour…), les multi-spécialistes (Fnac, Virgin…) et les magasins spécialisés (Multimania, Score Game…), et enfin tous les petits détaillants pris en charge par les grossistes.

#### Distribution dématérialisée
En parallèle de la distribution physique (en magasins principalement), les jeux vidéo se vendent également en distribution dématérialisée via Internet. Le traditionnel support physique tel que le CD ou DVD a été remplacé par le téléchargement du jeu directement en ligne via son ordinateur ou sa console de jeu. Ce type de distribution permet aux éditeurs d’économiser sur les coûts de fabrication (pas de DVD à graver), de logistique, et de stock (les DVD sont remplacés par des serveurs de données afin de permettre aux utilisateurs de télécharger les jeux vidéo via le réseau).
De plus, avec le fort développement des téléphones portables tactiles, les jeux mobiles se sont considérablement développés. Ces derniers sont exclusivement accessibles via la distribution dématérialisée, en téléchargeant les jeux (applications) directement via son mobile.
La dématérialisation des jeux vidéo a permis une disponibilité des jeux vidéo beaucoup plus longue qu’en magasin. En effet, il est ainsi possible de laisser des anciens jeux disponibles sur les serveurs.
- Les distributeurs : En amont, ils sont en relation directe avec les éditeurs et possèdent des accords concernant exclusivement la distribution dématérialisée via le téléchargement en ligne. En aval, ils assurent la distribution des jeux vidéo via leur plateforme technique gérant la mise au format du catalogue, le merchandising, le téléchargement, le paiement, le support et le service client. Ils distribuent les produits directement via leur propre boutique en ligne, ou bien indirectement via des sites web à forte audience (fournisseur d’accès Internet par exemple).
- Les magasins dématérialisés sont en relation directe avec les consommateurs finaux (en mode Business to Consumer). Ils sont le Front Office (la partie faciale) de la plateforme technique des distributeurs qui est mis en avant pour les consommateurs. Ils gèrent de façon autonome leur audience, leurs actions de marketing et la promotion de leur site.
- Les sites web sont en relation avec les distributeurs. Ce sont des sites web dont la marque bénéficie d’une forte notoriété et qui possèdent une forte audience qu’ils mettent à la disposition du distributeur de manière exclusive. Ils jouent le rôle des détaillants vis-à-vis du distributeur et lui permettent ainsi l’accès aux consommateurs finaux. On distingue des Fournisseurs d’Accès à Internet, les sites de vente en ligne, ainsi que les sites média thématique. Un service « clé en main » est souvent proposé aux sites web par les distributeurs qui peuvent ainsi vendre le service de téléchargement des jeux vidéo sous leur propre marque.

La majorité des grands éditeurs ont leur propre service de distribution physique et intègrent maintenant le service de distribution dématérialisée. Les jeux vidéo se vendant de plus en plus en distribution dématérialisée, les éditeurs ont l’opportunité d’assurer directement la commercialisation de leurs titres.

### Prix: modèles de revenus
Comme tout œuvre artistique à visionner ou produit à acheter, les fabricants de consoles ainsi que les développeurs de jeux vidéo doivent être rémunérés pour leur travail. C’est pourquoi les consoles et les jeux vidéo adoptent un des différents modèles économiques disponibles.
Traditionnellement, les consoles et ordinateurs reposent sur des transactions physiques que le consommateur peut acheter dans un magasin. Les jeux vidéo possèdent aussi ce modèle économique. Ce dernier est problématique car il engendre des coûts de distribution, des stocks ainsi qu’une difficulté de négociation des petits éditeurs. En effet, les gros éditeurs de jeux vidéo ont une force de négociation pour imposer leur produit au sein des rayons physiques d’un magasin.
Depuis la consécration d’Internet comme pilier de la communication de données à travers le monde, le système économique physique tend à disparaître et laisse place à de nouveaux modèles dématérialisés. Quatre de ces derniers sont fortement présents et tendent à supprimer le modèle physique et les jeux vidéo dans les magasins (en 2015, on retrouve peu de jeux vidéo pour ordinateur en magasin).

#### Vente lors du téléchargement
Grâce à Internet, ce modèle économique s’est démocratisé car il répond à plusieurs besoins des consommateurs.

##### Distribution numérique
Dans le jargon informatique, les termes « Buy and Download » (BaD) ou «Dowload to Own » sont utilisés pour caractériser la distribution numérique. Le besoin d’obtenir immédiatement un jeu vidéo, sans avoir à trouver un revendeur puis attendre l’ouverture d’un magasin, est assouvi à l’aide du BaD. Plusieurs possibilités d’achat (carte bancaire, PayPal...) et plateformes (site de l’éditeur, Steam...) sont proposées. La souplesse d’achat et sa rapidité en font un modèle prisé par beaucoup de consommateurs. Les plateformes permettent aussi d’obtenir des réductions sur une partie de leurs produits ce qui rend ce modèle très concurrentiel avec le modèle économique physique. Pour finir, le dernier avantage est la bibliothèque de jeux vidéo disponibles. Sur Steam, leader des plateformes de divertissement, 3500 jeux sont disponibles en comparaison à quelques dizaines/centaines dans un magasin.
Devant l’afflux d’achats de jeux vidéo via Internet, des protections ont été mises en place pour éviter la recopie ou l’utilisation du jeu vidéo sans son achat. Les DRM (Digital Rights Management) limitent l’usage de l’œuvre numérique et luttent contre le piratage. L’acquisition en téléchargement ne permet pas de revendre ou copier le produit.

##### Micro-transactions
Les micro-transactions sont principalement utilisées pour ajouter un bonus au contenu déjà existant (DLC = Downloadable Content) ainsi que l’Item Shop.
Un DLC permet donc d’étendre la durée de vie d’un jeu vidéo existant par l’achat de ce contenu. Cependant, il est moins important qu’une extension d’un jeu vidéo car il représente qu’une évolution mineure et non un nouveau jeu vidéo.
L’Item Shop, aussi appelé « Virtual Item Sell », est un des modèles de financement des jeux « Free to Play ». Ce type de jeu permet aux consommateurs d’utiliser le produit gratuitement mais pose certaines limites d’utilisation. Ces dernières peuvent être de différentes natures (limiter le nombre de cartes de jeux, limiter l’évolution, limiter la customisation du profil de jeu...). Afin de déverrouiller toutes les options du jeu en entier, il est obligatoire de payer via une boutique en ligne. La plupart des jeux multijoueur fonctionne sur ce principe afin d’attirer une masse de joueurs élevée qui ne peuvent pas forcément payer d’abonnement (adolescents sans rémunérations...).
Le besoin de liberté et de gratuité de certains consommateurs sera donc comblé grâce aux micro-transactions.

#### Abonnement
Certains éditeurs proposent des jeux en évolution gratuite et constante. Pour compenser le coût d’évolution, l’abonnement à faible coût est choisi. D’autres besoins consommateurs seront sollicités.

##### Jeu à la demande
Si le consommateur exige de pouvoir jouer à de nombreux jeux sans limitation durant une période définie, l’abonnement à un bouquet de jeux est un bon investissement. Pour un coût limité, les jeux du bouquet seront en accès libre à la demande du consommateur pendant la durée de l’abonnement.
Un sentiment d’accès à tous les jeux est perçu par certains joueurs comme bénéfique. Ils ne sont pas obligés de toujours utiliser le même produit et peuvent varier les plaisirs et les envies.

##### Jeu à univers persistant
Malgré le peu de jeux possédant un abonnement, la plupart de ceux-ci possèdent un environnement de jeu persistant. Cela implique de posséder des installations telles que des serveurs permettant de stocker les informations de l’univers persistant. Le consommateur se positionne donc en loueur de connexion au serveur et non en acheteur d’un jeu vidéo. En cas de rupture de paiement, le compte est suspendu et le consommateur doit se réabonner pour pouvoir continuer à jouer sur son compte. Les données ne sont cependant pas supprimées dans l’immédiat, et souvent conservées durant toute la durée d’ouverture des serveurs. Pour compenser le coût récurrent que le consommateur doit assumer, l’éditeur peut mettre en place des stratégies d’évolution de son jeu vidéo. Des extensions ou des mises à jour peuvent être apportées à intervalles réguliers pour augmenter la qualité et la quantité d’objectifs à atteindre ou apporter des corrections d’erreurs. A titre d’exemple, World of Warcraft a regroupé jusqu’à 12 millions de joueurs sur un univers persistant. L’éditeur et développeur Blizzard utilise donc massivement ce modèle économique depuis 2004 afin de proposer de nouveaux contenus et d’améliorer l’expérience de jeu de leurs clients.
Le besoin de liberté absolue et de mises à jour continues comble une partie des consommateurs qui attendent avec impatience l’évolution de leur produit favori.

#### Publicité
Afin de financer le développement de leur jeu, certains éditeurs optent pour la publicité. Cette solution permet de limiter le coût à l’achat pour le consommateur ou d’éliminer le coût d’un abonnement pour continuer la mise à jour du jeu vidéo.

##### Publicité Intrajeu
Ce type de monétisation est ancré dans la plupart des jeux vidéo traitant d’univers actuels ou futuristes. Ce modèle consiste à faire un placement de produit adapté à une société en contrepartie d’une monétisation. C’est ainsi que certaines sociétés peuvent proposer des extensions gratuites aux consommateurs et des améliorations tout en continuant à rémunérer leurs employés.
Cette publicité intégrée est présente sous forme explicite (panneau publicitaire en jeu...)  ou implicite (marque de voiture...). Le principal inconvénient de ce modèle est le placement de produit incessant qui peut nuire à l’expérience de jeu. En effet, une partie des consommateurs voit une échappatoire du monde réel, qui est fortement influencé par la publicité, et aimerait un jeu sans publicités et messages commerciaux.

##### Publicité sur web
Ce deuxième modèle de publicité est utilisé par de nombreuses entreprises car il est facile à mettre en place et peu obstruant. Cependant, il est peu rémunérateur. Placées sous forme d’images, textes ou vidéos, les publicités peuvent être diffusées sur une partie du site Web, ou directement sur le jeu vidéo. Les jeux vidéo sur les smartphones utilisent beaucoup ce modèle économique.

#### Financement participatif ou «Génération KickStarter»
Depuis le XXIe siècle, plusieurs modèles économiques ont été adaptés afin de rémunérer les éditeurs et développeurs de produits numériques. L’un des derniers arrivés est en train de créer un véritable boom numérique et bouleverse tous les codes économiques.
Le crowdfunding, ou financement participatif en français, suscite l’intérêt de nombreuses entreprises de développement indépendantes à petit budget. En effet, le problème principal de ces entreprises n’est pas le manque d’idées mais surtout le manque de fonds nécessaires à la réalisation de jeux vidéo ainsi que de leur diffusion.
À la suite de la présentation de projet de start-up ou d’entreprises indépendantes, de nouveaux jeux vidéo peuvent donc voir le jour pour le plus grand plaisir des consommateurs. Grâce à ce nouveau modèle économique, le rêve de création peut enfin avoir lieu.
En échange d’un montant d’engagement du consommateur, les développeurs s’engagent à offrir une compensation. Plus la somme de dons est élevée, plus la récompense est élevée.Cela peut aller du remerciement accompagné de fonds d’écran personnalisés du jeu jusqu’au don du jeu en premium avec visite du studio de développement.
L’entreprise KickStarter est un des leaders de ce modèle économique et permet le développement de nombreux jeux vidéo.
Quel que soit le modèle économique utilisé, il doit être adapté au jeu vidéo proposé et à son public.Il est nécessaire de ne pas surcharger le jeu vidéo de publicité et de proposer aux consommateurs un modèle conforme aux attentes. Si un jeu vidéo est à abonnement mensuel sur un univers persistant et que les développeurs ne proposent aucune mise à jour, l’entreprise aura plus de mal à vendre son produit, que si elle met en place un « Free to Play » avec Item Shop.

## Comportement socio-culturel des joueurs de jeu vidéo
Dans le marketing du jeu vidéo le comportement socio-culturel est une donné très importante. Il permet de diriger la stratégie vers l'évolution de la consommation du client.

## Nouveaux marketing des jeux vidéo
Un nouveau marketing est un marketing qui adapte sa stratégie au plus proche de son cœur de cible, c'est-à-dire que la segmentation est de plus en plus précise. L'idéale serait une segmentation one to one.

## Évolution technologique
L'évolution technologique est une part très importante dans le domaine du marketing du jeu vidéo puisque les consommateurs sont très réactifs à l'évolution technique. L'innovation devient un moyen de communication dans la stratégie marketing de l'entreprise.